# Take Me on the Floor
Take Me on the Floor – piosenka electropop stworzona przez Jessicę Origliasso, Lisę Origliasso i Toby’ego Gada na drugi album studyjny australijskiego duetu The Veronicas, Hook Me Up (2007). Wyprodukowany przez Gada, utwór wydany został jako czwarty singel promujący krążek w Australii dnia 26 lipca 2008 oraz jako drugi singel prezentujący wydawnictwo w Stanach Zjednoczonych dnia 24 marca 2009 jedynie w formatach digital download.

## Informacje o singlu
Piosenka stworzona została przez Jessicę Origliasso, Lisę Origliasso i Toby’ego Gada oraz wydana jako czwarty singel promujący krążek dnia 26 lipca 2008 jedynie w formacie digital download. Kontrowersyjny tekst piosenki, który zawiera podtekst erotyczny, wywołał kontrowersje, jednak w jednym z wywiadów Lisa ustosunkowała się do lirycznego kontekstu utworu wyznając, iż „faktycznie, jest to seksualny podtekst kompozycji, lecz podczas pisania utworu byłyśmy skupione na zabawie, wyjścia do klubu, znalezienia się na parkiecie”. Teledysk promujący „Take Me on the Floor” również zapoczątkował medialny skandal, ze względu na erotyczne ujęcia zawarte w klipie.
Singel zyskał głównie pozytywne recenzje. Chris Williams, recenzent magazynu Billboard pochwalił utwór pisząc, iż „kompozycja, która powstała przy współpracy The Veronicas z Tobym Gadem to świetny dance pop. Stonowane wokale oraz syntezatorowe intro w stylu electronic groove przejmują na korzyść tego utworu. Dziewczyny stworzyły w ten sposób hymn parkietowy, który dzięki kontrowersyjnemu tekstowi oraz teledyskowi może niejednego wprowadzić w pozytywne osłupienie”. Witryna Epinions.com stwierdziła, iż „Take Me on the Floor” to dostawa dla stacji radiowych przyjaznego disco, new wave oraz rocka podsumowując, że jest to doskonała piosenka do klubu. Sheena Lyonais z CHARTAttack wydała negatywną recenzję, uzasadniając swoje zdanie stwierdzeniem, iż „Take Me on the Floor” to „bezsprzecznie kompozycja na prywatki, jednakże niemożliwa do uszanowania”.

## Wydanie singla
W Australii kompozycja osiągnęła, jako najwyższą pozycję #7 w drugim tygodniu od debiutu, stając się czwartym singlem promującym album Hook Me Up, który znalazł się w Top 10 notowania najczęściej sprzedawanych utworów. Dziewięć tygodni od pierwszej obecności na liście „Take Me on the Floor” odznaczony został złotą płytą za sprzedaż przekraczającą 35 000 egzemplarzy. W Stanach Zjednoczonych piosenka zanotowała debiut na notowaniu Billboard Pop 100 na miejscu #97. W oficjalnym zestawieniu najpopularniejszych singli Billboard Hot 100 utwór zyskał pozycję #81 dnia 11 lipca 2009.

## Teledysk
Teledysk do singla miał premierę dnia 13 sierpnia 2008 na witrynie internetowej Hot 30 Countdown. Klip rozpoczyna się ujęciem przedstawiającym Lisę w klubie otoczoną reflektorami, podczas gdy wszyscy tańczą. Następnie siostry zaczynają śpiewać razem na niebieskim tle, by potem ujrzeć mężczyznę wchodzącego do pomieszczenia. Kolejna scena przedstawia wokalistki na przemian wykonujące utwór na tle czerwonego okna. Potem bliźniaczki podchodzą do mężczyzn, by z nimi tańczyć. Finalne ujęcie ukazuje śpiewające siostry w niebieskim pomieszczeniu.
Z teledysku wycięte zostały kontrowersyjne sceny, w których tłum stojący na tle czerwonego okna całuje się, oraz ujęcie, w którym dwie dziewczyny wykonują jedną z pozycji seksualnych.

## Listy utworów i formaty singla
Międzynarodowy singel iTunes
1. „Take Me on the Floor” – 3:30

## Pozycje na listach
| Lista przebojów (2008-09)         | Najwyższa pozycja |
| --------------------------------- | ----------------- |
| Australia ARIA Singles Chart      | 7                 |
| Kanada Billboard Hot 100          | 54                |
| Nowa Zelandia RIANZ Singles Chart | 29                |
| USA Billboard Hot 100             | 81                |
| USA Billboard Pop 100             | 62                |

## Daty wydania
| Państwo           | Data          | Wytwórnia    | Format                    | Katalog |
| ----------------- | ------------- | ------------ | ------------------------- | ------- |
| Australia         | 26 lipca 2008 | Warner Music | Digital download          |         |
| Stany Zjednoczone | 24 marca 2009 | Warner Music | Airplay, digital download |         |